# Volodímir Drínfeld
Volodímir Herxònovitx Drínfeld, Володимир Гершонович Дрінфельд (República Socialista Soviètica d'Ucraïna, 4 de febrer de 1954), és un matemàtic guanyador de la Medalla Fields, atorgada per la Unió Matemàtica Internacional, el 1990, i en 2018 el Premi Wolf en Matemàtiques per les seves contribucions que ha fet progressos significatius en la interfície de la geometria i la física matemàtica.
Sent un adolescent ja destacava com a matemàtic, guanyant la medalla d'or amb una puntuació perfecta en l'Olimpíada Internacional de Matemàtica amb 15 anys el 1969, entrant en aquest mateix moment a la Universitat Estatal de Moscou, graduant-se el 1974. Actualment és professor a la Universitat de Chicago.
Les seves contribucions a les matemàtiques són molt diverses, destacant la invenció del Mòdul Drínfeld.